# ایتاجوبا
ایتاجوبا (به پرتغالی: Itajubá) یک منطقهٔ مسکونی در برزیل است که در میناز ژرایس واقع شده‌است. ایتاجوبا ۲۹۰٫۴۵۰ کیلومتر مربع مساحت و ۹۷٬۳۳۴ نفر جمعیت دارد و ۸۴۵ متر بالاتر از سطح دریا واقع شده‌است.